# Apatetrini
Az Apatetrini a valódi lepkék (Glossata) alrendjébe tartozó sarlós ajkú molyfélék (Gelechiidea) családjának névadó, sarlós ajkú molyformák (Gelechiinae) alcsaládjának egyik nemzetsége. Egyes rendszerek három további nemzetséggel (Anomologini, Aristoteliini, Pexicopiini) az Anomologinae alcsaládba vonják össze.

## Származása, elterjedése
Nemei közül hatnak Európában is élnek fajai. Ezek közül Magyarországon kettő ismert; mindkettő meglehetősen ritka:
- fűrágó sarlósmoly (Dactylotula altithermella Walsingham, 1903) és
- törpe sarlósmoly (Catatinagma trivittellum Rebel, 1903).